# Residência médica no Brasil
A residência médica no Brasil é uma modalidade de ensino de pós-graduação destinada a médicos, sob a forma de curso de especialização. Funcionando em instituições de saúde como hospitais-escola, os pós-graduandos realizam atividades profissionais remuneradas sob a orientação de médicos especialistas.
Foi instituída no Brasil pelo decreto número 80.281, de 5 de setembro de 1977.

## Ingresso
O ingresso na residência médica não é configurado como um concurso público, mas como um processo seletivo para um curso de especialização destinado a médicos. O processo de seleção dos programas de residência médica fica a cargo de cada instituição que oferece os programas de residência médica. Todas as instituições devem seguir as resoluções da Comissão Nacional de Residência Médica (CNRM), uma instância colegiada do Ministério da Educação.
O CNRM autoriza que o processo seletivo contenha até 3 fases, sendo a primeira fase obrigatória. As possíveis combinações de fases são:
- Seleção com etapa única. Avaliação cognitiva / conhecimentos teóricos, com questões objetivas e nota final valendo 100%.
- Seleção com 2 fases. Primeira fase com avaliação cognitiva / conhecimentos teóricos, com questões objetivas e proporção de 50% a 60% da nota final. Segunda fase com avaliação prática e proporção de 40% a 50% da nota final.
- Seleção com 2 fases. Primeira fase com avaliação cognitiva / conhecimentos teóricos, com questões objetivas e proporção de 90% da nota final. Segunda fase com avaliação curricular e proporção de 10% da nota final.
- Seleção com 3 fases. Primeira fase com avaliação cognitiva / conhecimentos teóricos, com questões objetivas e proporção de 50% a 60% da nota final. Segunda fase com avaliação prática e proporção de 30% a 40% da nota final. Terceira fase com avaliação curricular e proporção de 10% da nota final.

O Exame Nacional de Residência (ENARE) é o maior concurso de residência médica do Brasil. No processo seletivo com início em 2023, foram oferecidas mais de 2.500 vagas em todo o Brasil em mais de 80 programas de residência médica.

### Prova escrita
A prova escrita dos concursos para residência médica geralmente envolve cerca de 100 questões divididas em cinco tópicos: medicina interna, cirurgia, pediatria, ginecologia e medicina preventiva e bioestatística. A maioria dos concursos realiza provas escritas com questões de múltipla escolha, enquanto alguns utilizam provas com questões dissertativas.

### Prova prática
Alguns concursos utilizam provas práticas para a seleção. Estas provas costumam ocorrer após uma seleção inicial de primeira fase com a prova escrita. Na prova prática os candidatos são expostos geralmente a casos clínicos e devem realizar suas atividades médicas enquanto são examinados por uma banca organizadora.

## Especialidades médicas reconhecidas no Brasil
Ver artigo: Lista de especialidades médicas
Existem diversas especialidades médicas reconhecidas no Brasil. Existem diversas formas de classificar as especialidades médicas. A mais utilizada é através da forma de acesso, que divide as especialidades entre as com acesso direto (sem pré-requisitos) e as com pré-requisitos.

### Especialidades com acesso direto
As especialidades com acesso direto são aquelas nas quais o médico pode se inscrever sem ter nenhuma especialidade prévia. Qualquer médico pode se candidatar aos concursos para essas especialidades, independente do tempo de formação ou de experiência prévia.
Existem algumas especialidades que são consideradas áreas básicas, como a cirurgia geral, a clínica médica (também conhecida como medicina interna), a ginecologia e obstetrícia e a pediatria. Após a realização da especialização nestas áreas básicas, o médico poderá realizar uma segunda residência com uma subespecialização.
Além das áreas básicas, existem áreas com especialização mais específica dentro das especialidades de acesso direto. Dentre elas incluem-se especialidades cirúrgicas, como neurocirurgia, oftalmologia, ortopedia e traumatologia, e otorrinolaringologia, até especialidades clínicas como dermatologia, genética médica, infectologia, neurologia e psiquiatria.
Especializações mais voltadas para diagnóstico e terapia também podem ser realizadas sem pré-requisitos. Entre elas incluem-se medicina legal, medicina nuclear, patologia, radiologia e radioterapia.--_

### Especialidades com pré-requisito
Para se candidatar às especialidades com pré-requisito, o médico deverá já ter concluído uma especialidade prévia.
As especialidades que exigem a residência de cirurgia geral como pré-requisito incluem a cirurgia plástica, cirurgia torácica, urologia.
| Especialidades clínicas |                         |                |
| Especialidade           | Pré-requisito           | Duração (anos) |
| Cancerologia clínica    | Clínica Médica (3 anos) | 3              |
| Cardiologia             | Clínica Médica (3 anos) | 2              |
| Endocrinologia          | Clínica Médica (3 anos) | 2              |
| Gastroenterologia       | Clínica Médica (3 anos) | 2              |
| Geriatria               | Clínica Médica (3 anos) | 2              |
| Hematologia             | Clínica Médica (3 anos) | 2              |
| Medicina intensiva      | Clínica Médica (3 anos) | 2              |
| Medicina intensiva      | Cirurgia Geral (3 anos) | 2              |
| Medicina intensiva      | Anestesiologia (3 anos) | 2              |
| Nefrologia              | Clínica Médica (3 anos) | 2              |
| Pneumologia             | Clínica Médica (3 anos) | 2              |
| Reumatologia            | Clínica Médica (3 anos) | 2              |

| Especialidades cirúrgicas      |                                                 |                |
| Especialidade                  | Pré-requisito                                   | Duração (anos) |
| Angiologia e Cirurgia Vascular | Cirurgia Geral (3 anos)                         | 2              |
| Cancerologia cirúrgica         | Cirurgia Geral (3 anos)                         | 2              |
| Cirurgia da mão                | Ortopedia/Cirurgia Plástica                     | 2              |
| Cirurgia de cabeça e pescoço   | Cirurgia Geral (3 anos) ou Otorrinolaringologia | 2              |
| Cirurgia do aparelho digestivo | Cirurgia Geral (3 anos)                         | 2              |
| Cirurgia pediátrica            | Cirurgia Geral (3 anos)                         | 3              |
| Cirurgia plástica              | Cirurgia Geral (3 anos)                         | 3              |
| Cirurgia torácica              | Cirurgia Geral (3 anos)                         | 2              |
| Coloproctologia                | Cirurgia Geral (3 anos)                         | 2              |
| Mastologia                     | Cirurgia Geral ou GO                            | 2              |
| Medicina intensiva             | Clínica Médica (3 anos)                         | 2              |
| Medicina intensiva             | Cirurgia Geral (3 anos)                         | 2              |
| Medicina intensiva             | Anestesiologia (3 anos)                         | 2              |
| Urologia                       | Cirurgia Geral (3 anos)                         | 3              |

## Nomenclatura
Importante é informar que embora existam  outros cursos de especialização médica que são ministrados por instituições universitárias e que seguem as normas da resolução CNE/CES número 1, de 3 de abril de 2001, com programas idênticos ou superiores aos cursos de residência médica, os formandos destes cursos de especialização não terão validação ou equivalência ao título de residência médica. A estes profissionais são negadas as vantagens de obter o registro de especialista automaticamente após a conclusão do curso junto aos Conselhos Regionais de Medicina (sendo os mesmos obrigados a submissão a exame probatório da sociedade de sua respectiva especialidade para tal), obter pontuação em concursos públicos entre outras implicações. No entanto não são impedidos de exercer a profissão conforme decisão.
Após um convênio entre a Associação Médica Brasileira (AMB), Comissão Nacional de Residência Médica (CNRM) e o Conselho Federal de Medicina celebrado em 2005, houve uma unificação na nomenclatura com regulamentação das especialidades médicas no país.[carece de fontes?]
O programa de residência médica em radioterapia passou de três para quatro anos de duração em 1º de março de 2020 (Resolução CNRM Nº 23, 16 abril de 2019).
O Conselho Federal de Medicina (CFM) publicou no dia 25 de Janeiro de 2019 a atualização da lista de especialidades, levando às alterações de anos de residência para Clínica Médica, Cirurgia de 2 anos para 3 anos, fazendo valer ambas a partir de 2020, além disso alteração da Pediatria de 2 para 3 anos: https://portal.cfm.org.br/index.php?option=com_content&view=article&id=28053:cfm-atualiza-lista-de-especialidades&catid=3
O programa de residência médica em medicina intensiva passou para 3 anos de duração e com acesso direto, sem pré-requisito em 1º de agosto de 2021 (Resolução CNRM Nº 5, 17 junho 2021).